# Dory Chamoun
Pour les articles homonymes, voir Chamoun.
Dory Chamoun (دوري شمعون) est un homme politique libanais né le 8 novembre 1931 à Deir-el-Qamar. Chamoun est président du Parti national-libéral libanais depuis 1990, à la suite de l'assassinat de son frère, Dany Chamoun. Il est fils de Camille Chamoun, ancien président de la République libanaise.
Dory Chamoun adopte une position politique radicalement anti-syrienne et son parti boycotte les élections législatives de 1992, 1996 et 2000.
Membre du Rassemblement de Kornet Chehwane, il le quitte au printemps 2005, par suite de rivalités grandissantes en vue des élections législatives. Les candidats du PNL échouent à se faire élire lors de ces élections. Néanmoins, il a maintenu son alliance avec les différents partis qui composent l’Alliance du 14 Mars.
Entre 1998 et 2009, il est maire de Deir-el-Qamar, le village natal de la famille, dans le Chouf. En 2009, il est élu député maronite du Chouf.
Chamoun a dirigé le Parti national libéral dans son boycott des trois dernières élections parlementaires (1992, 1996 et 2000), qui, selon lui, ont fait l'objet d'un remaniement et ont été truquées pour produire une majorité pro-syrienne. Depuis l'assassinat de l'ancien Premier ministre Rafik Hariri le 14 février 2005, il a été l'un des principaux participants aux manifestations de la révolution du Cèdre qui ont balayé Beyrouth, appelant au retrait total de toutes les troupes syriennes du territoire libanais, à la démission du gouvernement pro-syrien et à la tenue d'élections parlementaires et présidentielles libres et équitables.
Le boycott politique de Chamoun ne s'est pas étendu à la politique municipale. Il a lui-même été maire de la municipalité de Deir el-Qamar de 2004 jusqu'à son élection au siège du Parlement pour le Chouf en 2009.
Son fils aîné, Camille, est également actif politiquement et est candidat malheureux aux élections législatives de mai et juin 2005,.
Le 27 janvier 2006, Dory Chamoun annonce sa candidature au siège maronite vacant lors de l'élection partielle de Baabda-Aley au Liban, aux côtés de la journaliste May Chidiac, également candidate au même poste. Cependant, le siège revient à Pierre Daccache, que la plupart des partis chrétiens du Liban ont accepté comme candidat consensuel. 
Le 8 juin 2009, il est élu député pour le siège maronite de la région du Chouf.
Le 2 novembre 2012, Dory est victime d'une crise cardiaque. Il est transféré à l'hôpital Saint-Charles de Fiyadieh où il subit une angioplastie.
Le 5 mars 2013, son épouse Nayla Gabriel Tabet meurt à 78 ans. 